# Capilla de las ánimas (Ciudad de México)
La capilla de las ánimas es un pequeño templo católico del siglo XVIII de estilo barroco que forma parte del conjunto de la Catedral Metropolitana en el Centro Histórico de la Ciudad de México. Se caracteriza por albergar la imagen del señor de los milagros, uno de los símbolos de la comunidad peruana en México.

## Breve historia
Su edificación se dio por el creciente rezo a las ánimas del purgatorio. Fue construida de 1720 a 1721 por el célebre arquitecto Pedro de Arrieta. 
A finales del siglo XVIII fue usada como osario de la catedral y posteriormente fue bodega y taller de restauración.

## Descripción
La portada está compuesta por un arco de medio punto moldurado, flanqueado por pilastras tableradas de orden dórico, solución que el arquitecto de Arrieta había usado en la iglesia de Santiago Tuxpan y en Santa Teresa la Nueva. El cuerpo superior ostenta tres medallones, uno grande al centro, ornamentado con un rosario que hace alusión al rosario que se debe rezar a las ánimas del purgatorio y dos pequeños a los lados. La fachada está rematada por una cornisa mixtilínea. En el muro exterior que da a la calle de Guatemala se encuentra un bello relieve que representa a las ánimas del purgatorio.